# 오완도
오완도(Owando)는 콩고 공화국 중부에 위치한 도시로, 퀴베트 주의 주도이다. 과거에는 포르루세(Fort Rousset)로 알려지기도 했으며 쿠유 강과 접한다.
1903년 "루세"라는 이름으로 건설되었으며 이듬해에 도시 이름을 "포르루세"로 변경했다. 1977년 아프리카식 이름인 "오완도"로 변경되어 오늘에 이른다. 1955년 가톨릭 교구가 이 곳에 설립되었다.